# آبشار اومفانگ تی لر سو
آبشار اومفانگ تی لر سو (به انگلیسی: Umphang Thee Lor Sue Waterfall) آبشاری است که در استان تاک، تایلند واقع شده و ارتفاع کلی ریزشگاه آن ۲۵۰ متر (۸۲۰ فوت) است.